# 400 meter häck för damer i friidrott vid olympiska sommarspelen 2020
Damernas 400 meter häck vid olympiska sommarspelen 2020 avgjordes mellan den 31 juli och 4 augusti 2021 på Tokyos Olympiastadion i Japan. 39 idrottare från 25 nationer deltog i tävlingen. Det var 10:e gången grenen fanns med i ett OS och den har funnits med i varje OS sedan 1984.

## Rekord
Innan tävlingens start fanns följande rekord:
| Världsrekord     | Sydney McLaughlin (USA) | 51,90 | Eugene, Oregon | 27 juni 2021    |
| Olympiskt rekord | Melaine Walker (JAM)    | 52,64 | Peking, Kina   | 20 augusti 2008 |

| Område                                   | Tid        | Idrottare            | Nation     |
| ---------------------------------------- | ---------- | -------------------- | ---------- |
| Afrika                                   | 52,90      | Nezha Bidouane       | Marocko    |
| Asien                                    | 53,96      | Han Qing             | Kina       |
| Asien                                    | 53,96      | Song Yinglan         | Kina       |
| Europa                                   | 52,34      | Julia Petionkina     | Ryssland   |
| Nordamerika, Centralamerika och Karibien | 51,90 0VR0 | Sydney McLaughlin    | USA        |
| Oceanien                                 | 53,17      | Debbie Flintoff-King | Australien |
| Sydamerika                               | 55,60      | Gianna Woodruff      | Panama     |

### Nya rekord
Följande världs- och olympiska rekord slogs under tävlingens gång:
| Världsrekord     | Sydney McLaughlin (USA) | 51,46 | Tokyo, Japan | 4 augusti 2021 |
| Olympiskt rekord | Sydney McLaughlin (USA) | 51,46 | Tokyo, Japan | 4 augusti 2021 |

Följande nationsrekord slogs under tävlingens gång:
| Land          | Idrottare         | Omgång    | Tid   | Noteringar       |
| ------------- | ----------------- | --------- | ----- | ---------------- |
| Belgien       | Paulien Couckuyt  | Heat 2    | 54,90 |                  |
| Colombia      | Melissa Gonzalez  | Heat 1    | 55,32 |                  |
| Colombia      | Melissa Gonzalez  | Semifinal | 54,47 |                  |
| Nederländerna | Femke Bol         | Final     | 52,03 | 0AR0             |
| Panama        | Gianna Woodruff   | Semifinal | 54,22 | 0AR0             |
| USA           | Sydney McLaughlin | Final     | 51,46 | 0VR0, 0OR0, 0AR0 |

## Program
Alla tider är UTC+9.
| Datum                 | Tid   | Omgång      |
| --------------------- | ----- | ----------- |
| Lördag 31 juli 2021   | 9:00  | Försöksheat |
| Måndag 2 augusti 2021 | 19:00 | Semifinaler |
| Onsdag 4 augusti 2021 | 9:00  | Final       |

## Resultat

### Försöksheat
Kvalificeringsregler: De fyra första i varje heat 0Q0 samt de fyra snabbaste tiderna 0q0 gick vidare till semifinalerna.

#### Heat 1
| Placering | Bana | Idrottare          | Nation   | Reaktionstid | Tid   | Noteringar |
| --------- | ---- | ------------------ | -------- | ------------ | ----- | ---------- |
| 1         | 9    | Viktorija Tkatjuk  | Ukraina  | 0,256        | 54,80 | 0Q0        |
| 2         | 3    | Melissa Gonzalez   | Colombia | 0,146        | 55,32 | 0Q0, 0NR0  |
| 3         | 7    | Anna Cockrell      | USA      | 0,213        | 55,37 | 0Q0        |
| 4         | 8    | Sage Watson        | Kanada   | 0,176        | 55,54 | 0Q0        |
| 5         | 6    | Yadisleidy Pedroso | Italien  | 0,186        | 55,57 | 0q0, 0SB0  |
| 6         | 5    | Amalie Iuel        | Norge    | 0,129        | 55,65 | 0q0        |
| 7         | 2    | Aminat Yusuf Jamal | Bahrain  | 0,208        | 55,90 | 0SB0       |
| 8         | 4    | Hanne Claes        | Belgien  | 0,174        | 56,38 | 0SB0       |

#### Heat 2
| Placering | Bana | Idrottare         | Nation         | Reaktionstid | Tid   | Noteringar |
| --------- | ---- | ----------------- | -------------- | ------------ | ----- | ---------- |
| 1         | 2    | Anna Ryzjykova    | Ukraina        | 0,191        | 54,56 | 0Q0        |
| 2         | 7    | Janieve Russell   | Jamaica        | 0,159        | 54,81 | 0Q0        |
| 3         | 9    | Paulien Couckuyt  | Belgien        | 0,182        | 54,90 | 0Q0, 0NR0  |
| 4         | 8    | Linda Olivieri    | Italien        | 0,130        | 55,54 | 0Q0, 0=PB0 |
| 5         | 6    | Viivi Lehikoinen  | Finland        | 0,155        | 55,67 |            |
| 6         | 3    | Noelle Montcalm   | Kanada         | 0,197        | 55,85 | 0SB0       |
| 7         | 5    | Meghan Beesley    | Storbritannien | 0,165        | 55,91 |            |
| 8         | 4    | Chayenne da Silva | Brasilien      | 0,165        | 57,55 |            |

#### Heat 3
| Placering | Bana | Idrottare           | Nation         | Reaktionstid | Tid   | Noteringar |
| --------- | ---- | ------------------- | -------------- | ------------ | ----- | ---------- |
| 1         | 5    | Sydney McLaughlin   | USA            | 0,180        | 54,65 | 0Q0        |
| 2         | 7    | Gianna Woodruff     | Panama         | 0,268        | 55,49 | 0Q0        |
| 3         | 9    | Sara Petersen       | Danmark        | 0,161        | 55,52 | 0Q0        |
| 4         | 8    | Quách Thị Lan       | Vietnam        | 0,150        | 55,71 | 0Q0, 0SB0  |
| 5         | 3    | Eleonora Marchiando | Italien        | 0,166        | 56,82 |            |
| 6         | 4    | Marija Mykolenko    | Ukraina        | 0,200        | 57,86 | TR 16.5.3  |
| —         | 6    | Leah Nugent         | Jamaica        | 0,240        | 0DSQ0 | TR 17.3.1  |
| —         | 2    | Jessie Knight       | Storbritannien | 0,160        | 0DNF0 |            |

#### Heat 4
| Placering | Bana | Idrottare        | Nation              | Reaktionstid | Tid   | Noteringar |
| --------- | ---- | ---------------- | ------------------- | ------------ | ----- | ---------- |
| 1         | 8    | Femke Bol        | Nederländerna       | 0,194        | 54,43 | 0Q0        |
| 2         | 7    | Tia-Adana Belle  | Barbados            | 0,166        | 55,69 | 0Q0, 0SB0  |
| 3         | 3    | Wenda Nel        | Sydafrika           | 0,194        | 56,06 | 0Q0        |
| 4         | 5    | Jessica Turner   | Storbritannien      | 0,186        | 56,83 | 0Q0        |
| 5         | 6    | Sarah Carli      | Australien          | 0,167        | 56,93 | 0SB0       |
| 6         | 9    | Yasmin Giger     | Schweiz             | 0,165        | 57,03 |            |
| —         | 2    | Ronda Whyte      | Jamaica             | —            | 0DSQ0 | TR 16.8    |
| —         | 4    | Sparkle McKnight | Trinidad och Tobago | —            | 0DNS0 | —          |

#### Heat 5
| Placering | Bana | Idrottare          | Nation    | Reaktionstid | Tid   | Noteringar |
| --------- | ---- | ------------------ | --------- | ------------ | ----- | ---------- |
| 1         | 3    | Dalilah Muhammad   | USA       |              | 53,97 | 0Q0        |
| 2         | 5    | Carolina Krafzik   | Tyskland  | 0,189        | 54,72 | 0Q0, 0PB0  |
| 3         | 9    | Léa Sprunger       | Schweiz   | 0,186        | 54,74 | 0Q0, 0SB0  |
| 4         | 8    | Joanna Linkiewicz  | Polen     | 0,130        | 54,93 | 0Q0, 0PB0  |
| 5         | 6    | Zurian Hechavarría | Kuba      | 0,181        | 54,99 | 0q0, 0PB0  |
| 6         | 7    | Emma Zapletalová   | Slovakien | 0,166        | 55,00 | 0q0        |
| 7         | 2    | Line Kloster       | Norge     | 0,151        | 56,45 |            |
| 8         | 4    | Loubna Benhadja    | Algeriet  | 0,200        | 57,19 | 0PB0       |

### Semifinaler
Kvalificeringsregler: De två första i varje heat 0Q0 samt de två snabbaste tiderna 0q0 gick vidare till finalen.

#### Semifinal 1

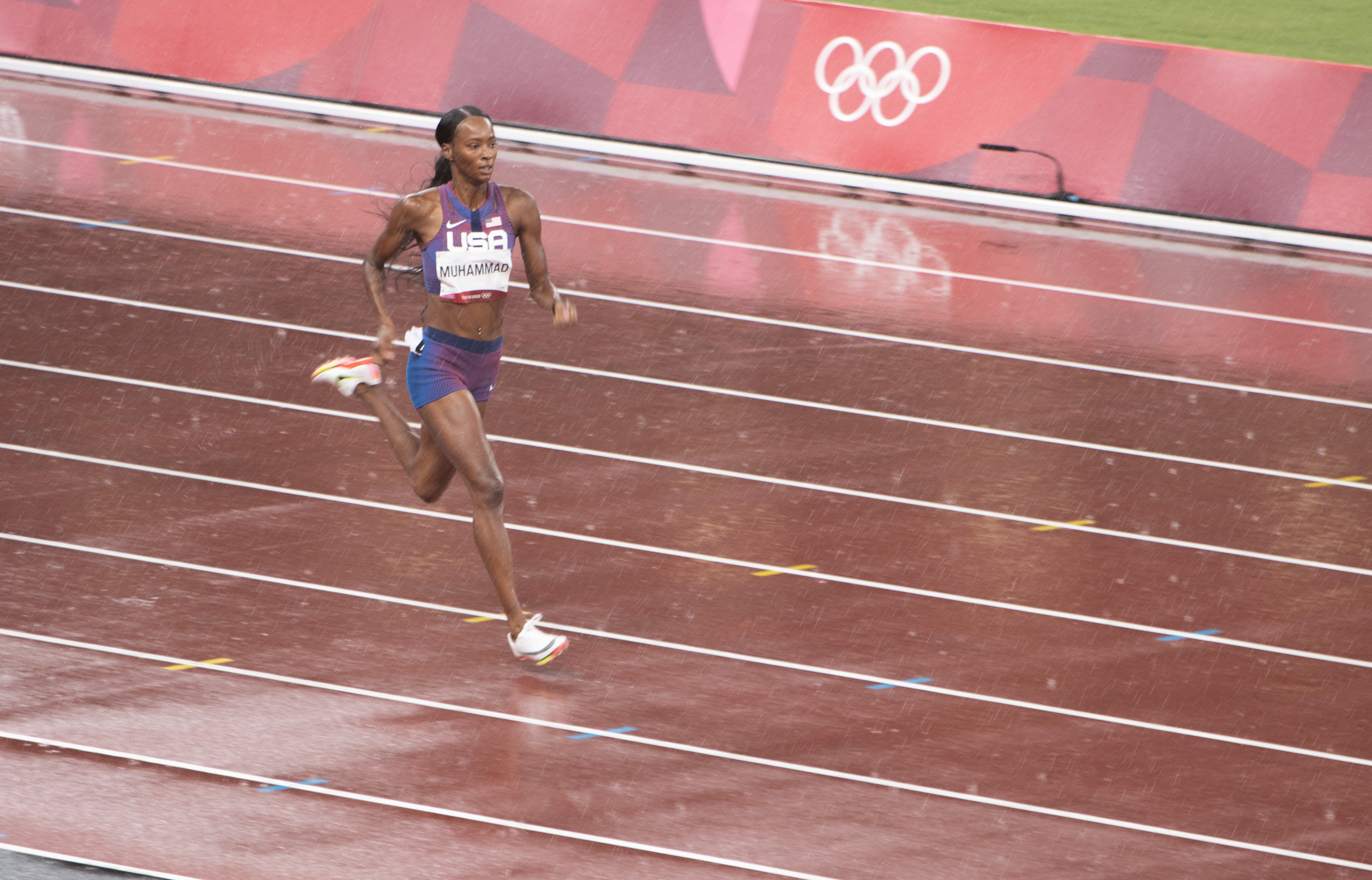
Dalilah Muhammad i semifinalen på 400 meter häck

| Placering | Bana | Idrottare        | Nation   | Reaktionstid | Tid   | Noteringar |
| --------- | ---- | ---------------- | -------- | ------------ | ----- | ---------- |
| 1         | 7    | Dalilah Muhammad | USA      | 0,186        | 53,30 | 0Q0        |
| 2         | 6    | Janieve Russell  | Jamaica  | 0,151        | 54,10 | 0Q0        |
| 3         | 5    | Paulien Couckuyt | Belgien  | 0,164        | 54,47 | 0NR0       |
| 4         | 4    | Carolina Krafzik | Tyskland | 0,172        | 54,96 |            |
| 5         | 8    | Sage Watson      | Kanada   | 0,163        | 55,51 |            |
| 6         | 3    | Quách Thị Lan    | Vietnam  | 0,188        | 56,78 |            |
| 7         | 9    | Linda Olivieri   | Italien  | 0,120        | 57,03 |            |
| 8         | 2    | Amalie Iuel      | Norge    | 0,121        | 57,61 |            |

#### Semifinal 2

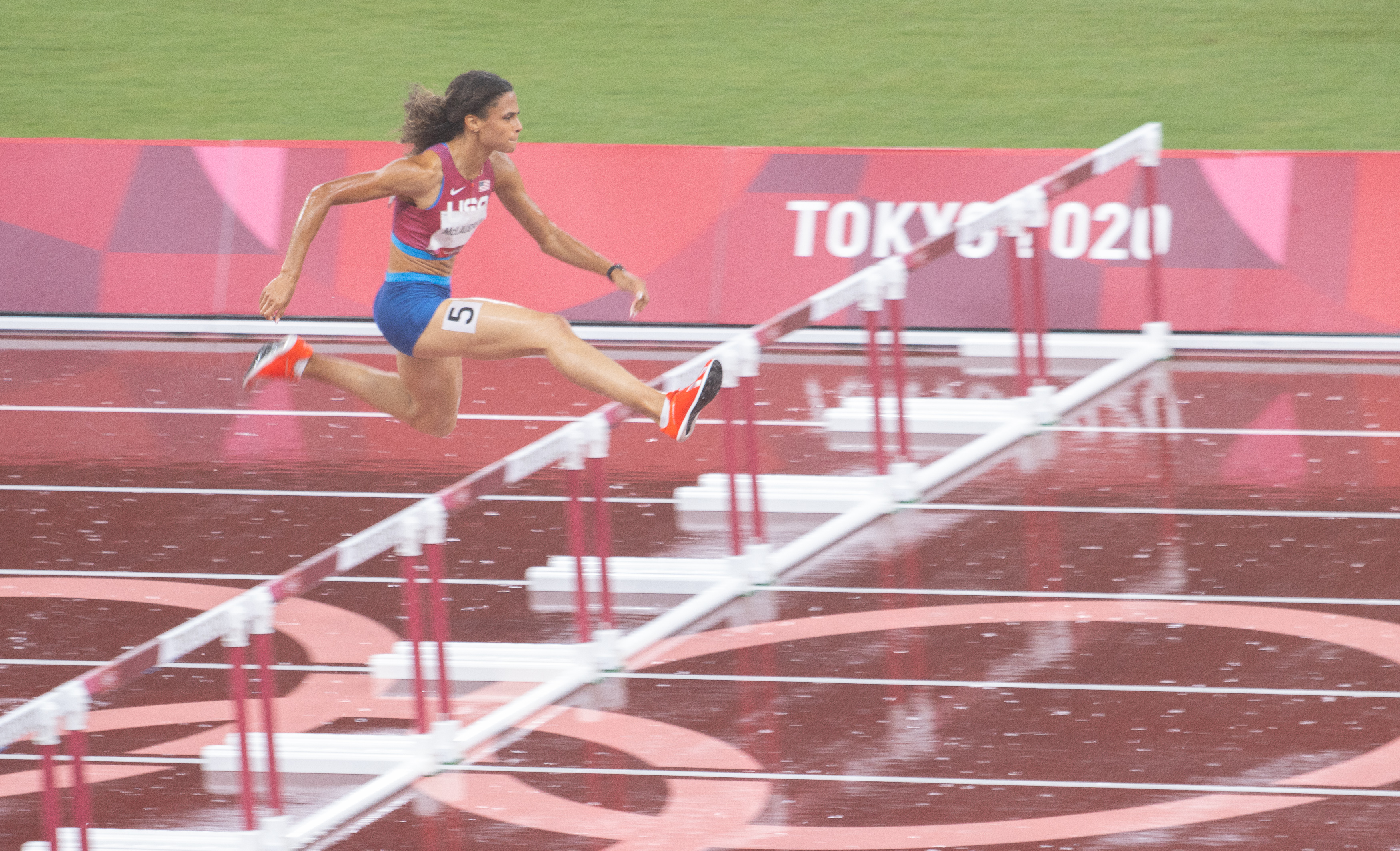
Sydney McLaughlin i semifinalen på 400 meter häck

| Placering | Bana | Idrottare          | Nation    | Reaktionstid | Tid   | Noteringar |
| --------- | ---- | ------------------ | --------- | ------------ | ----- | ---------- |
| 1         | 5    | Sydney McLaughlin  | USA       | 0,204        | 53,03 | 0Q0        |
| 2         | 4    | Gianna Woodruff    | Panama    | 0,207        | 54,22 | 0Q0, 0AR0  |
| 3         | 6    | Anna Ryzjykova     | Ukraina   | 0,162        | 54,23 | 0q0        |
| 4         | 3    | Zurian Hechavarría | Kuba      | 0,167        | 55,21 |            |
| 5         | 9    | Joanna Linkiewicz  | Polen     | 0,157        | 55,67 |            |
| 6         | 2    | Emma Zapletalová   | Slovakien | 0,136        | 55,79 |            |
| 7         | 8    | Wenda Nel          | Sydafrika | 0,189        | 56,35 |            |
| 8         | 7    | Tia-Adana Belle    | Barbados  | 0,146        | 59,26 |            |

#### Semifinal 3

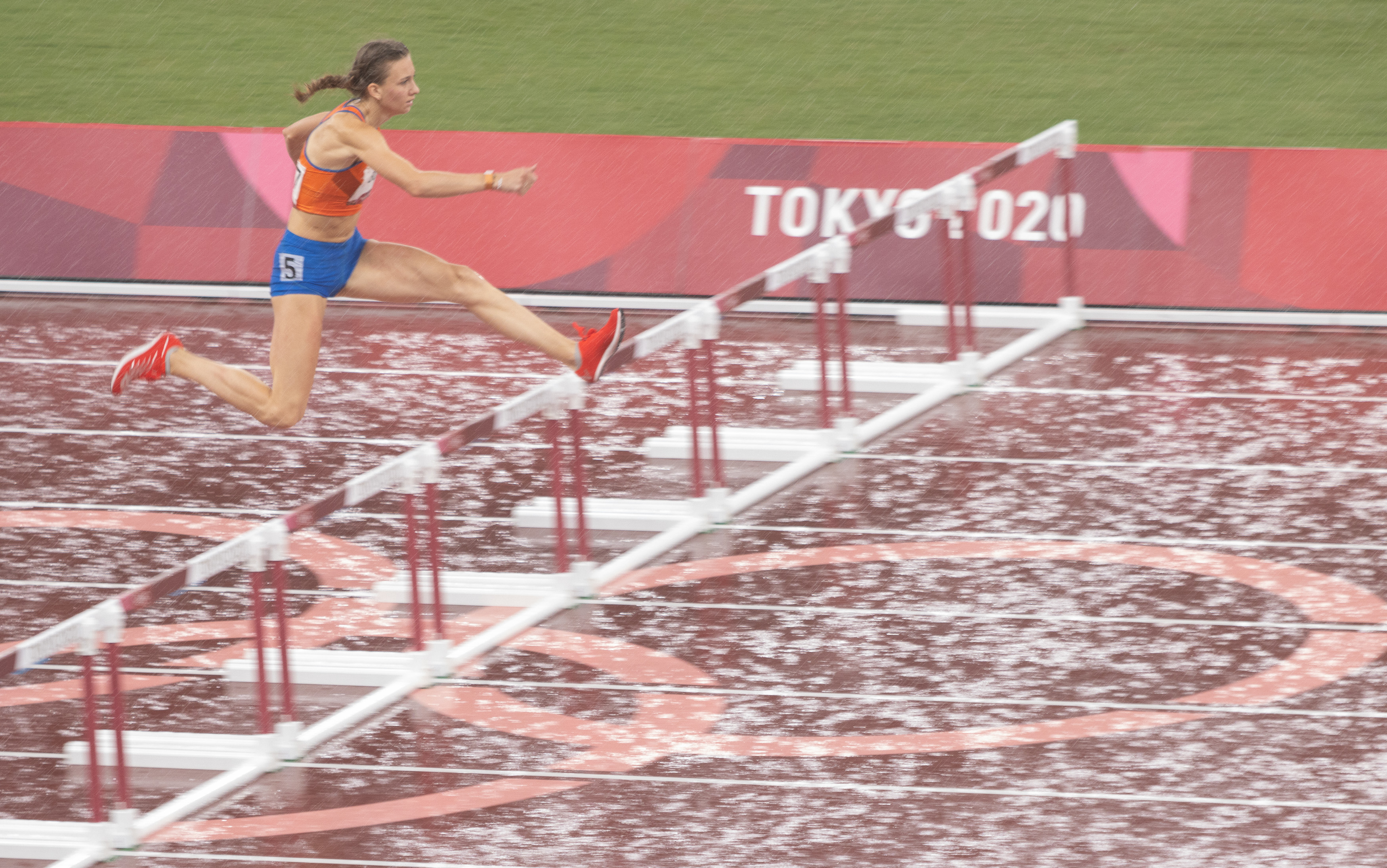
Femke Bol i semifinalen på 400 meter häck

| Placering | Bana | Idrottare          | Nation         | Reaktionstid | Tid     | Noteringar |
| --------- | ---- | ------------------ | -------------- | ------------ | ------- | ---------- |
| 1         | 5    | Femke Bol          | Nederländerna  | 0,215        | 53,91   | 0Q0        |
| 2         | 8    | Anna Cockrell      | USA            | 0,174        | 54,17   | 0Q0        |
| 3         | 7    | Viktorija Tkatjuk  | Ukraina        | 0,224        | 54,25   | 0q0        |
| 4         | 6    | Léa Sprunger       | Schweiz        | 0,140        | 55,12   |            |
| 5         | 2    | Yadisleidy Pedroso | Italien        | 0,181        | 55,80   |            |
| 6         | 4    | Melissa Gonzalez   | Colombia       | 0,191        | 57,47   |            |
| 7         | 3    | Jessica Turner     | Storbritannien | 0,185        | 1.00,36 |            |
| —         | 9    | Sara Petersen      | Danmark        | 0,165        | 0DSQ0   | TR 22.6    |

### Final
| Placering | Bana | Idrottare         | Nation        | Reaktionstid | Tid   | Noteringar |
| --------- | ---- | ----------------- | ------------- | ------------ | ----- | ---------- |
| 1         | 4    | Sydney McLaughlin | USA           | 0,163        | 51,46 | 0VR0       |
| 2         | 7    | Dalilah Muhammad  | USA           | 0,200        | 51,58 | 0PB0       |
| 3         | 5    | Femke Bol         | Nederländerna | 0,165        | 52,03 | 0AR0       |
| 4         | 6    | Janieve Russell   | Jamaica       | 0,136        | 53,08 | 0PB0       |
| 5         | 2    | Anna Ryzjykova    | Ukraina       | 0,177        | 53,48 |            |
| 6         | 3    | Viktorija Tkatjuk | Ukraina       | 0,206        | 53,79 | 0PB0       |
| 7         | 9    | Gianna Woodruff   | Panama        | 0,235        | 55,84 |            |
| —         | 8    | Anna Cockrell     | USA           | 0,167        | 0DSQ0 | TR 17.3.1  |